# 横河電機
横河電機株式会社（よこがわでんき、英: Yokogawa Electric Corporation）は、東京都武蔵野市に本社を置く、工業計器・プロセス制御システム専業の大手電機メーカー。横河グループの事業持株会社としての機能も有する。横河建築設計事務所や横河ブリッジホールディングスは兄弟会社にあたる。本社のある武蔵野市には、横河電機をはじめグループ会社の本社が集中している。
この分野では日本国内最大手、世界6大メーカー（グローバル・ビッグ6）の一つ。売上の70%が海外事業で、かつ従業員の70%が外国籍というグローバル企業である。芙蓉グループに参加している。日経平均株価および読売株価指数、JPX日経インデックス400の構成銘柄の一つ。
2015年8月よりコーポレートスローガンとして、Co-innovating tomorrowを掲げている。

## 概要
1983年4月1日、日本を代表する工業計器・プロセス制御システムの大手専業メーカーの横河電機製作所（YEW）と北辰電機製作所（Hokushin）が経営統合し、横河北辰電機株式会社が発足。1986年にCIを実施し、横河電機株式会社（YOKOGAWA）と社名変更し、現在に至っている。すなわち、現在の横河電機は、日本の工業計器業界のパイオニアである旧・横河と旧・北辰両社の伝統を受け継いでいる。横河電機の技術や品質は世界のトップレベルで、プロセス制御分野では世界の巨大企業相手に世界市場で善戦し、12%のシェアを握っている。

### 横河電機製作所
1915年（大正4年）に電気計器研究所として創業。工業用計測器の開発・製造を開始し、1920年（大正9年）に株式会社横河電機製作所（YEW）として設立された。創業者の横河民輔博士は日本を代表する建築家として知られ、日本工業倶楽部や日本橋三越等の著名な建築物を設計した人物で、横河工務所（現・横河建築設計事務所）や横河橋梁製作所（現・横河ブリッジ）等を創業した実業家でもあった。横河電機製作所は当時は輸入に依存していた計測器の国産化に取り組むために設立された企業であった。
第二次世界大戦中は軍需により急成長し、終戦時は1万人の従業員を擁していたが、戦後は300人の従業員から会社を再建。高度経済成長の中、計測器メーカーから工業計器・プロセス制御機器メーカーに転換して躍進した。ヒューレット・パッカードとの合弁による横河ヒューレット・パッカード株式会社（現：日本ヒューレット・パッカード、アジレントテクノロジー）の設立、ゼネラル・エレクトリックとの合弁によるGE横河メディカルシステム（現・GEヘルスケア・ジャパン）の設立など、積極的な経営戦略で業界首位を不動のものにした。1982年の時点では従業員約3,000人を擁していた。

### 北辰電機製作所
逓信省を経て東京帝国大学教授長岡半太郎の助手をつとめた清水荘平が、1918年（大正7年）に北辰電機製作所（Hokushin）を創業。1934年に株式会社化。戦前は計測器メーカーとしては国内最大手であった。航空・航海計器に強く、第二次世界大戦中は軍需によって急拡大し、終戦時の従業員数は2万人に達した。
北辰は軍需への依存度が高かった上、主力工場が戦災で壊滅し、戦後の成長の足かせとなった。戦後は従業員数450名で再建を図り、いち早くコンピュータの分野に進出し、工業計器・プロセス制御機器メーカーに転換した。とくに通商産業省が主導した国家的プロジェクトである国産コンピュータの開発に参画した。住友グループとの関係が深く、1982年の時点では業界3位で従業員約2,800名を擁していた。

### 横河北辰電機発足
1970年代後半に入ると、横河も北辰も専業メーカーとして規模を拡大し、国内の大手総合電気メーカーや、海外進出による外国企業との競争に勝ち抜く必要に迫られていた。この状況を共有した横河電機製作所社長の横河正三と、北辰電機製作所社長の清水正博は、両社の統合を決断。かくして1983年、横河電機製作所と北辰電機製作所が合併し、新会社として横河北辰電機株式会社が発足した。従業員数は6,000名を超え、売上高も1,000億円を突破し、工業計器・プロセス制御システム市場で圧倒的なシェアを獲得した。この合併によりアメリカ合衆国のハネウェルに次ぐ世界第2位の工業計器・プロセス制御システムメーカーに躍進した。

### 横河電機へ
横河北辰電機は、1986年にCIを実施し、旧・横河のブランドマーク「YEW」とともに北辰の名称も消え、現社名横河電機株式会社（YOKOGAWA）へ商号変更した。
横河と北辰の合併後、バブル景気の時代までは好景気に支えられて業績やシェアを拡大し、合併の効果が表れてグループは拡大路線へと向かった。紙・パルプのプラント制御ではシェアは80%に達し市場をほぼ独占した。また合併により倍増した従業員の活用を図るため、横河レンタ・リースをはじめ多数の子会社を設立し、経営多角化を推し進めた。
ところが、バブル崩壊後の縮小経済のもとでは業績が伸び悩み、経営改革を迫られた。横河が苦心して育てた有力な傘下企業の横河ヒューレット・パッカード（現・日本ヒューレット・パッカード）は、ヒューレット・パッカード米国本社の強気の交渉に負けて持分を譲渡せざるを得なくなり、さらに同じくグループの優等生であったGE横河メディカルシステム（現・GEヘルスケア・ジャパン）の実質的な経営権を失った。そのほか、アジレント・テクノロジー（横河アナリティカルシステムズ）、ジョンソンコントロールズ（横河ジョンソンコントロールズ）、トヨタ自動車（トヨタマックス）、早稲田大学（早稲田大学ラーニングスクエア）などと相次いで合弁を解消し、事業構造の再構築を図った。
2000年代後半以降は、光通信分野をはじめとする新規投資の失敗や、半導体関連事業の採算の悪化などがたたり、2008年度・2009年度・2010年度の当期利益が連続で赤字になるなど、経営環境の変化に見舞われ、世界第2位から6位に転落した。

### 経営改革
2010年代も構造改革が進められ、子会社の売却や整理を行ってグループの事業領域の絞り込みを図った。また2013年には、営業・保守サービス部門を分社化して横河ソリューションサービス株式会社を発足させた。
内田勲社長が会長職に退き、海堀周造が社長に就任すると、横河電機は抜本的な改革に踏み切った。海堀の後継の西島剛志社長の2代にわたり、事業領域を制御システム事業中心に絞り込み、横河の伝統的な事業であっても規模縮小傾向にあったり利益が薄い事業は次々に売却するなどして、事業の整理を進めていった。

### 社会・地域貢献
特筆すべきこととして、グループを挙げて障害者雇用に積極的に取り組み、さらには知的障害者雇用のための特例子会社である横河ファウンドリーを設立。民間企業による知的障害者の人材活用モデル企業として位置づけられている。
また地域との協調・共存共栄を目指した活動を重視しており、横河電機の本社や全国各地の事業所のグラウンドで毎年開催される「横河まつり」は、グループ従業員とその家族だけでなく近隣住民も参加するイベントとなっており、横河電機の社長以下役員、グループ会社の社長・役員が模擬店を開いて、自ら来場者のホスト役を演じることが恒例となっている。

## 沿革
- 1915年（大正4年） - 建築家・工学博士／横河民輔が、横河一郎・青木晋の参加を得て、東京・渋谷に電気計器研究所を設立[7]。翌年、横河電機製作所と改称[7]。初代社長は横河一郎。
- 1920年（大正9年） - 株式会社組織となり、株式会社横河電機製作所と改称[7]。
- 1930年（昭和5年） - リエージュで開催されたベルギー独立100周年記念万国平和博覧会 (Liège International Exposition (1930)) に電気計測器を出展し、名誉賞を受賞[8]。
- 1938年（昭和13年） - 第二代社長に東郷安就任。
- 1940年（昭和15年） - 第三代社長に横河時介就任。
- 1955年（昭和30年） - （米）フォックスボロー社と工業計器に関する技術援助契約を締結[7]。
- 1960年（昭和35年） - 第四代社長に山崎巌就任。
- 1963年（昭和38年） - （米）ヒューレット・パッカード（HP）社と合弁で、横河ヒューレット・パッカード（YHP、現・日本ヒューレット・パッカード）株式会社を設立[9]。
- 1982年（昭和57年） - （米）ゼネラルエレクトリック（GE）社と合弁で、横河メディカルシステム（現：GEヘルスケア・ジャパン）株式会社を設立[10]。
- 1983年（昭和58年） - 株式会社横河電機製作所と株式会社北辰電機製作所が合併し、横河北辰電機株式会社が発足[7]。
- 1986年（昭和61年） - CIを実施し、横河電機株式会社と改称[7]。
- 1989年（平成元年） - （米）ジョンソンコントロールズ（JCI）社と合弁で、横河ジョンソンコントロールズ株式会社を設立[11]。
- 1991年（平成3年） - （米）クレイ・リサーチ社と合弁で、横河クレイELS(株)を設立[12]。
- 1992年（平成4年） - （米）ヒューレット・パッカード（HP）社と合弁で、横河アナリティカルシステムズ株式会社を設立[13]。
- 1999年（平成11年） - 横河電機が保有する日本ヒューレット・パッカードの株式を（米）ヒューレット・パッカード社に売却[9]。
- 2001年（平成13年） - 当時NECグループだった安藤電気株式会社の株式譲渡を発表[14]。
- 2002年（平成14年） - 横河ジョンソンコントロールズ株式会社の保有全株式を米国ジョンソンコントロールズ社に譲渡。安藤電気株式会社の全株式を取得し完全子会社化[7]。
- 2004年（平成16年） - 安藤電気株式会社より全事業を譲受
- 2006年（平成18年） - 横河アナリティカルシステムズ株式会社の保有全株式をアジレント・テクノロジーに譲渡[15]。
- 2010年（平成22年） - 人材派遣業務をおこなっていた子会社の横河ヒューマン・クリエイトを3月31日付けで解散[16]。横河医療ソリューションズを設立[17]。
- 2012年（平成24年） - 横河オーガニゼーション・リソース・カウンセラーズ株式会社（横河ORC）がマーサージャパン株式会社に合併される。
- 2013年（平成25年） - 制御・計測機器等の国内販売・保守事業等を吸収分割により子会社の横河フィールドエンジニアリングサービス株式会社に承継させるとともに、同社が横河ソリューションズ株式会社を吸収合併し、横河ソリューションサービス株式会社に商号変更。
- 2016年（平成28年） - 英国KBC社を完全子会社化[18]。
- 2018年（平成30年） - 産業用IoTサービスを提供する100％子会社のアムニモ株式会社を設立[19]。船舶機器などを手掛ける子会社の横河電子機器の全株式を今治造船グループの檜垣産業に売却[20]。
- 2019年（令和元年） - 横河医療ソリューションズの全株式を富士フイルム株式会社に売却[17]。
- 2019年（令和元年） -エヌケイエス株式会社の全株式を取得し完全子会社化[21]。
- 2021年（令和3年） - 横河バイオフロンティア株式会社を設立[22]。
- 2022年（令和4年） - 横河デジタル株式会社を設立[23]。

## 歴代経営陣
| 代 | 氏名       | 在任期間             | 出身校                       | 備考                           |
| -- | ---------- | -------------------- | ---------------------------- | ------------------------------ |
| 初 | 横河一郎   |                      | 電機学校                     |                                |
| 2  | 東郷安     |                      | 東京帝国大学法科大学政治学科 | 男爵                           |
| 3  | 横河時介   |                      | コーネル大学                 |                                |
| 4  | 山崎巌     |                      | 東京帝国大学経済学部商業学科 |                                |
| 5  | 友田三八二 |                      | 広島高等工業学校電気科       | 工学博士・日置電機顧問         |
| 6  | 松井憲紀   |                      | 山梨高等工業学校電気科       |                                |
| 7  | 横河正三   | 1974年〜             | 慶應義塾大学経済学部         |                                |
| 8  | 山中卓     |                      | 京都大学工学部               |                                |
| 9  | 美川英二   | 1993年6月〜1999年6月 | 慶應義塾大学法学部           |                                |
| 10 | 内田勲     | 1999年6月〜2007年3月 | 慶應義塾大学工学部           | 美川の在任中死去による自動昇格 |
| 11 | 海堀周造   | 2007年4月〜2013年3月 | 慶應義塾大学大学院工学研究科 |                                |
| 12 | 西島剛志   | 2013年4月〜2019年3月 | 東京都立大学理学部           |                                |
| 13 | 奈良寿     | 2019年4月〜          | 立教大学法学部               |                                |

## 横河グループ
横河民輔が直接設立した横河グループの源流の横河建築設計・横河ブリッジ・横河電機・横河商事・横河東亜工業は横河五社と呼ばれ持株会社である横河商事の元に運営されていた。戦時中、軍需の受注増大に伴い各社が急拡大する過程で、資本的関係が薄れ、戦後は自主独立の経営を行った。
近年ではもっとも規模が大きい横河電機が、横河商事、横河東亜工業、横河ブリッジに資本参加。横河商事は横河電機の系列会社となる。横河ブリッジについては、筆頭株主として監査役1名（横河電機元副社長）を派遣し、関係が再び強まりつつある。横河建築設計については、横河電機が本社ビル建設の際に設計を委託しており、関係を有する。現在、創業家である横河家からは、中興の祖といわれる横河正三名誉会長以来、横河電機の経営者は出ていない。ただ、関係会社に社長1名、監査役1名に横河家出身者がいる。
国内販売は代理店、特約店販売を主にしている。
代理店
- 太陽計測株式会社
- 西川計測株式会社
- 横河商事株式会社
- 東京電機産業株式会社
- 美和電気工業株式会社
- シカデン株式会社
- 協立電機株式会社
- 八洲貿易株式会社
- 株式会社ヨネイ
- 株式会社ニノテック
- 株式会社菱電社
- 株式会社カナデン
- 国華電機株式会社
- 向洋電機株式会社
- 大豊産業株式会社
- 金陵電機株式会社
- 港産業株式会社
- 株式会社電陽社
- 株式会社システック牛島
- 明治電機工業株式会社
- 名三工業株式会社
- 新川電機株式会社
- 株式会社システック井上
- 南九州向洋電機株式会社
- 吉澤精機工業株式会社

### 関連会社
- 横河グループ（50音順）[25]
  - アムニモ株式会社（IIoTアーキテクチャを活用したサービスの提供）
  - エヌケイエス株式会社(医薬品、医療機器、食品関連の設備のバリデーション（適格性評価）業務、計測器・計量器の校正業務)
  - (株)オメガシミュレーション
  - シンクレスト株式会社
  - 横河計測株式会社（汎用測定機器の開発、製造、販売）
  - 横河商事株式会社（保険代理業、電子機器販売）
  - 横河ソリューションサービス株式会社（制御・計測機器等の販売・保守、計装工事、情報エンジニアリング等）
  - 横河デジタル株式会社（DXコンサルティング）
  - 横河バイオフロンティア株式会社(植物由来バイオマスマテリアルの製造と販売及び、それに関連するライセンス供与やコンサルティング)
  - 横河パイオニックス株式会社（不動産・サービス業）
  - 横河ファウンドリー株式会社（知的障害者雇用の特例子会社）
  - 横河マニュファクチャリング株式会社（電子機器生産会社）
  - 横河レンタ・リース株式会社（計測器・IT関連機器のレンタル・リース） - 芙蓉総合リース
- 合弁会社 - （共同出資社名）
  - GEヘルスケア・ジャパン株式会社（医療機器の開発・輸入・販売） - GE社

## スポーツ
- 横河武蔵野アトラスターズ - ラグビー部
- 横河武蔵野アルテミ・スターズ - 女子ラグビー部
- 横河電機ワイルドブルー - バスケットボール部
- 横河電機サッカー部 - 東京武蔵野ユナイテッドFCの前身。
- 東京武蔵野シティFC - 特定非営利活動法人武蔵野スポーツクラブが運営。

## 関連する人物
- 横河民輔（創業者）
- 横河一郎（初代社長）
- 横河正三（名誉会長）
- 山中卓（元会長）
- 美川英二（元社長）
- 内田勲（元会長）
- 海堀周造
- 笹田学（元日本ラグビーフットボール協会理事、元常務執行役員）

## 不祥事
- 山形県朝日村の庄内広域水道南部浄水場の計装設備工事
  - 2002年3月11日の朝日新聞一面で、工事受注の口利きの見返りとして、加藤紘一代議士事務所の佐藤三郎前代表に4,200万円を提供したことが報じられた[26]。
- 終身雇用宣言
  - 内田勲社長（当時）は社員に終身雇用を約束し、朝日新聞などのマスメディアでも報道された[27]。しかしその後に事業が行き詰まると人員整理を行ったが、終身雇用を約束した社長本人はその後も会社で働き続けた[28]。
- 「横河まつり」で252人の食中毒
  - 2012年7月20日に甲府事業所で開催された「横河まつり」で提供された食品を食べた社員や家族ら252人が腹痛や下痢などの症状を訴え、食中毒の原因となるウェルシュ菌を検出したことが、同年8月4日付けの山梨日日新聞で報じられた[29][30]。